# Bececê
Bececê, bürgerlich Francisco Gervazio Filho (* am 1. Januar 1936 in Mossoró) ist ein ehemaliger brasilianischer Fußballspieler.

## Karriere
Entdeckt wurde Bececê als er mit einer Auswahl aus Limoeiro do Norte auftrat. Besonders fielen seine Schnelligkeit und sein starker linker Schuss auf. Sein Schuss soll so stark getreten worden sein, dass die damals noch ohne Handschuh spielenden Torhüter starke Schwierigkeiten hatten, diese Bälle zu kontrollieren. Aufgrund dieser Schussstärke trat Bececê auch viele Freistöße, bei denen die Gegenspieler es scheuten, sich in die Mauer zu stellen. Bececê hatte die Angewohnheit, zum Zeitpunkt des Tritts auf seine Unterlippe zu beißen, um mehr Kraft und Konzentration zu garantieren. Da er viele Freistöße trat, verließ er oft mit blutendem Mund das Feld.
Nach seiner Entdeckung spielte Bececê hauptsächlich beim Fortaleza EC aus Fortaleza. 1960 wurde er beim Taça Brasil, einem Vorgängerwettbewerb der brasilianischen Meisterschaft, Torschützenkönig. Aufgrund seiner Leistungen wurde er von der SE Palmeiras abgeworben. Für den Klub bestritt er wettbewerbsübergreifend 18 Spiele (10 Siege, drei Unentschieden und fünf Niederlagen). Er erzielte drei Tore für Verdão.

## Trivia
1958 heiratete er Rosa Debre Gervazio, mit der er drei Töchter hat: Simone, Sirlene und Andrea sowie mindestens eine Enkelin.
Sportlich betreute er als Trainer den Amateurklub Avicultura Colorim in São Paulo.
Nach seiner aktiven Laufbahn arbeitete er über 40 Jahre an dem Liceu Coração de Jesus, einer salesianischen Lehranstalt im Viertel Campos Elíseos in São Paulo als Verwaltungsangestellter. Dort wurde er Seo Chico genannt.

## Erfolge
Fortaleza
- Staatsmeisterschaft von Ceará: 1959, 1960
- Taça Brasil Vize-Meister: 1960

Palmeiras
- Staatsmeisterschaft von São Paulo: 1963

## Auszeichnungen
- Torschützenkönig Staatsmeisterschaft von Ceará: 1959 (21 Tore)
- Brasilianischer Torschützenkönig: 1960